# Branka Prpa
Branka Prpa (nascuda el 1953 a Split, República Popular de Croàcia, FPR Iugoslàvia) és una historiadora, autora, arxivera i antiga directora de l'Arxiu Històric de Belgrad (Istorijski arhiv Beograda).

## Biografia
El 1972, contra la voluntat de la seva família, va marxar de Split cap a Belgrad per estudiar història a la Facultat de Filosofia de la Universitat de Belgrad. Aviat es va casar, va tenir un fill i va romandre vivint a la capital fins i tot després de graduar-se. El 1988 es va publicar el seu llibre sobre el món editorial serbi a Dalmàcia titulat Srpsko-dalmatinski magazin. Prpa, d'ètnia croata, és més coneguda pel públic com la parella del periodista i propietari del diari Slavko Ćuruvija, assassinat a Belgrad, amb qui convivia com sense haver-se arribat a casar. Prpa estava amb ell el dia del seu assassinat l'abril de 1999. Caminaven de la mà, a punt d'entrar per la porta d'entrada del seu edifici d'apartaments, quan se'ls va acostar des del darrere uns homes desconeguts que van assassinar a Ćuruvija i van colpejar amb una pistola Branka Prpa, deixant-la inconscient breument.
L'obra de Branka ha rebut però crítiques, i el sociòleg Slobodan Antonić va criticar les conclusions científiques de Branka Prpa sobre el paper de les forces quisling sèrbies a L'Holocaust a la Sèrbia ocupada pels alemanys, considerant que el seu treball sobre el tema compleix els criteris del revisionisme històric.